# Eupanacra tsekoui
Eupanacra tsekoui är en fjärilsart som beskrevs av Clark 1926. Eupanacra tsekoui ingår i släktet Eupanacra och familjen svärmare. Inga underarter finns listade i Catalogue of Life.